# Campeonato Taitiano de Futebol de 2021–22
O Campeonato Taitiano de Futebol de 2021–22 é a 74ª edição desde seu estabelecimento em 1948.
A temporada 2021-22 do Campeonato Taitiano de Futebol contará com a participação de 12 equipes.

## Início
O torneio começou em 5 de novembro de 2021. A equipe AS Taravao AC mudou o nome para AS Pueu.

## Defensor do título
O atual campeão era o 10 vezes campeão AS Pirae.

## Classificação
Fonte:

### 1ª Fase
| Posição | Clube               | Jogos | Vitórias | Empates | Derrotas | Gols Marcados | Gols Sofridos | Pontuação |
| ------- | ------------------- | ----- | -------- | ------- | -------- | ------------- | ------------- | --------- |
| 1       | AS Pirae            | 12    | 10       | 1       | 1        | 68            | 14            | 43        |
| 2       | AS Vénus            | 12    | 10       | 1       | 1        | 58            | 14            | 43        |
| 3       | AS Dragon           | 12    | 9        | 2       | 1        | 55            | 15            | 41        |
| 4       | AS Pueu             | 12    | 8        | 2       | 2        | 42            | 20            | 38        |
| 5       | AS Central Sport    | 12    | 6        | 2       | 4        | 20            | 23            | 32        |
| 6       | AS Tiare Tahiti     | 12    | 5        | 3       | 4        | 36            | 24            | 30        |
| 7       | AS Tefana           | 12    | 5        | 3       | 4        | 27            | 21            | 29        |
| 8       | AS Jeunes Tahitiens | 12    | 5        | 1       | 6        | 21            | 32            | 28        |
| 9       | AS Manu Ura         | 12    | 5        | 0       | 7        | 22            | 39            | 27        |
| 10      | AS Olympic Mahina   | 12    | 2        | 2       | 8        | 18            | 49            | 20        |
| 11      | AS Mataiea          | 12    | 2        | 0       | 10       | 20            | 61            | 18        |
| 12      | AS Arue             | 12    | 1        | 1       | 10       | 10            | 42            | 16        |
| 13      | AS Excelsior        | 12    | 1        | 0       | 11       | 17            | 60            | 15        |

### Play-off Final
| Posição | Clube            | Jogos | Vitórias | Empates | Derrotas | Gols Marcados | Gols Sofridos | Pontuação    | Observação |
| ------- | ---------------- | ----- | -------- | ------- | -------- | ------------- | ------------- | ------------ | ---------- |
| 1       | AS Pirae         | 6     | 4        | 2       | 0        | 24            | 9             | 22 [2] [1-1] | Campeão    |
| 2       | AS Vénus         | 6     | 5        | 1       | 0        | 14            | 1             | 22           | [1-1]      |
| 3       | AS Dragon        | 6     | 3        | 0       | 3        | 19            | 16            | 15           | [5-2]      |
| 4       | AS Tefana        | 6     | 3        | 0       | 3        | 20            | 12            | 15           | [2-5]      |
| 5       | AS Pueu          | 6     | 2        | 2       | 2        | 17            | 25            | 14           |            |
| 6       | AS Tiare Tahiti  | 6     | 0        | 2       | 4        | 10            | 28            | 8            |            |
| 7       | AS Central Sport | 6     | 0        | 1       | 5        | 7             | 20            | 7            |            |

### Play-offs de rebaixamento
| Posição | Clube               | Jogos | Vitórias | Empates | Derrotas | Gols Marcados | Gols Sofridos | Pontuação | Observação               |
| ------- | ------------------- | ----- | -------- | ------- | -------- | ------------- | ------------- | --------- | ------------------------ |
| 8       | AS Olympic Mahina   | 10    | 8        | 2       | 0        | 23            | 10            | 36        |                          |
| 09      | AS Mataiea          | 10    | 6        | 1       | 3        | 25            | 19            | 29        | [P]                      |
| 10      | AS Excelsior        | 10    | 6        | 0       | 4        | 21            | 17            | 28        | [P]                      |
| 11      | AS Manu Ura         | 10    | 4        | 1       | 5        | 20            | 25            | 23        | Rebaixado na repescagem. |
| 12      | AS Arue             | 10    | 1        | 2       | 7        | 7             | 17            | 15        | [2-1] [P] Rebaixado      |
| 13      | AS Jeunes Tahitiens | 10    | 1        | 2       | 7        | 15            | 23            | 15        | [1-2] Rebaixado          |

Obs.: No dia 10 de julho, o AS Tamarii Temanava (2º colocado da segunda divisão) e AS Manu Ura (11º colocado da primeira divisão) disputaram a última vaga na primeira divisão. O AS Tamarii Temanava venceu por 5-0, com esse resultado o AS Manu Ura foi rebaixado para a segunda divisão.